# Yumekui Merry
Yumekui Merry (夢喰いメリー?, Yumekui Meri) è un manga scritto e disegnato da Yoshitaka Ushiki. La serie è stata serializzata sul Manga Time Kirara Forward di Hōbunsha e successivamente trasposta in un anime da J.C.Staff nel 2011.

## Trama
Yumeji Fujiwara è un giovane studente come tanti che, in seguito a un incidente, ha ottenuto il potere di prevedere i sogni e gli incubi delle persone che lo circondano. Da quel momento inizierà a fare un sogno ricorrente: dei gatti lo inseguono per fare di lui il "contenitore", ovvero il tramite per il mondo reale, di John Doe il loro capo con il volto coperto da una maschera. Un giorno tornando a casa cade su di lui dal cielo una ragazza, Merry Nightmare, che è in realtà un demone proveniente dal mondo dei sogni in cerca di un modo per ritornare a casa. Yumeji decide di unirsi a Merry nella ricerca di un modo per farla tornare nel suo mondo.

## Personaggi

### Protagonisti
Merry Nightmare (メリー・ナイトメア?, Merī Naitomea)
Doppiata da: Ayane Sakura
La protagonista femminile. Un demone dei sogni venuto dal mondo dei sogni, è arrivata nel mondo reale senza alcuna memoria. A differenza degli altri demoni dei sogni lei non ha bisogno di un contenitore umano. Decide di collaborare con Yumeji dopo avergli salvato la vita ed il suo obbiettivo è quello di tornare nel mondo dei sogni. Ama le ciambelle e i videogiochi ed odia le bibite gassate, lavora presso il locale Tachibana.
Yumeji Fujiwara (藤原 夢路?, Fujiwara Yumeji)
Doppiato da: Nobuhiko Okamoto
Il protagonista maschile. Ha l'abilità di vedere che tipo di sogno avrà il prossimo. Fa parte del club di letteratura della sua scuola superiore, è coraggioso e pronto ad aiutare il prossimo. È un grande fan del supereroe Sprain. Non ci sono informazioni sulla sua famiglia se non quella che i suoi genitori sono via per lavoro e nel frattempo è sotto la cura della famiglia di Isana.
Isana Tachibana (橘 勇魚?, Tachibana Isana)
Doppiata da: Ai Kayano
Isana è l'amica d'infanzia di Yumeji. È la figlia del cuoco del ristorante Tachibana, Yumeji abita da lei, è una ragazza gentile e piuttosto timida. Yumeji la salvò quando era piccola in un parco giochi, e lei è innamorata di lui.
Chaser John Doe (チェイサー ジョン・ドゥ?, Cheisā Jon Du)
Doppiato da: Jouji Nakata
Un demone del mondo dei sogni con le sembianze di un gatto mascherato è il capo dei gatti del sogno di Yumeji e originariamente era interessato al suo corpo. Dopo essere stato sconfitto, però, non è più interessato al corpo di Yumeji aiutandolo anche quando era ferito. Quando quest'ultimo gli chiede da che parte è, Chaser gli risponde che non è né un nemico né un alleato ma soltanto un portatore di informazioni.
Yui Kōnagi (光凪 由衣?, Kōnagi Yui)
Doppiata da: Tomoko Akiya
Yui è una ragazza che Yumeji incontra in un supermercato ha un forte interesse per i portachiavi e le bambole. È una cuoca terribile ma è anche una ragazza determinata e pronta ad aiutare gli altri. È il contenitore di Engi Threepiece.
Engi Threepiece (エンギ・スリーピース?, Engi Surīpīsu)
Doppiata da: Aya Endō
Engi è un demone dei sogni come Merry, che però ha bisogno di un contenitore per accedere al mondo reale. Vuole vendicare la sua sorella maggiore, che è stata uccisa. Engi dunque ha chiesto aiuto Yui per cercare Pharaos Ercole, un demone dei sogni che lei crede sia responsabile della morte della sorella.

### Antagonisti
Pharos Hercules (ファロス エルクレス?, Farosu Erukuresu)
Doppiato da: Kenta Miyake
Il nemico principale. Un demone dei sogni con l'aspetto di un cavaliere. Il suo obiettivo è quello di sostituire l'umanità con i demoni del mondo dei sogni conducendo sempre più demoni nella realtà.
Chain Noir (チェイン ノワール?, Chein Nowāru)
Un demone dei sogni che usa le catene per intrappolare i suoi nemici, lavora alle dipendenze di Pharos Hercules. Usava una bambina come contenitore prima che Merry rispedisse lui e Landsbourough nel mondo dei sogni.
Maze Landsbourough (ランズボロー?, Ranzuborō)
Doppiato da: Hiroyuki Yoshino
Un demone dei sogni con le sembianze di un clown, lavora per Pharos Hercules. Il suo Daydream è un labirinto e usa astute parole per confondere la psiche dell'avversario. Viene rispedito indietro da Merry.

## Media

### Manga
La serie manga di Yoshitaka Ushiki è stata serializzata sul Manga Time Kirara Forward di Hōbunsha dal 24 marzo 2008 al 24 novembre 2020. Sono stati pubblicati 24 volumi, il primo è stato pubblicato il 27 ottobre 2008 mentre l'ultimo l'11 dicembre 2020.
Nel 2011 sono stati pubblicati un volume spin-off, Kagefumi Merry (影踏みメリー?, Kagefumi Merī) di Kenji Tsurubuchi, e tre volumi antologici.

#### Volumi
| Nº | Data di prima pubblicazione | Data di prima pubblicazione | Data di prima pubblicazione |
| Nº | Giapponese                  | Giapponese                  |                             |
| -- | --------------------------- | --------------------------- | --------------------------- |
| 1  | 27 ottobre 2008             | ISBN 978-4-8322-7748-9      |                             |
| 2  | 12 maggio 2009              | ISBN 978-4-8322-7804-2      |                             |
| 3  | 11 novembre 2009            | ISBN 978-4-8322-7856-1      |                             |
| 4  | 12 aprile 2010              | ISBN 978-4-8322-7903-2      |                             |
| 5  | 11 dicembre 2010            | ISBN 978-4-8322-7968-1      |                             |
| 6  | 12 febbraio 2011            | ISBN 978-4-8322-7988-9      |                             |
| 7  | 11 agosto 2011              | ISBN 978-4-8322-4051-3      |                             |
| 8  | 12 aprile 2012              | ISBN 978-4-8322-4136-7      |                             |
| 9  | 12 ottobre 2012             | ISBN 978-4-8322-4202-9      |                             |
| 10 | 12 giugno 2013              | ISBN 978-4-8322-4308-8      |                             |
| 11 | 12 novembre 2013            | ISBN 978-4-8322-4367-5      |                             |
| 12 | 12 maggio 2014              | ISBN 978-4-8322-4439-9      |                             |
| 13 | 10 gennaio 2015             | ISBN 978-4-8322-4514-3      |                             |
| 14 | 12 maggio 2015              | ISBN 978-4-8322-4568-6      |                             |
| 15 | 12 febbraio 2016            | ISBN 978-4-8322-4662-1      |                             |
| 16 | 12 luglio 2016              | ISBN 978-4-8322-4717-8      |                             |
| 17 | 12 gennaio 2017             | ISBN 978-4-8322-4791-8      |                             |
| 18 | 12 ottobre 2017             | ISBN 978-4-8322-4881-6      |                             |
| 19 | 12 marzo 2018               | ISBN 978-4-8322-4926-4      |                             |
| 20 | 12 settembre 2018           | ISBN 978-4-8322-4976-9      |                             |
| 21 | 11 maggio 2019              | ISBN 978-4-8322-7093-0      |                             |
| 22 | 12 novembre 2019            | ISBN 978-4-8322-7133-3      |                             |
| 23 | 12 giugno 2020              | ISBN 978-4-8322-7195-1      |                             |
| 24 | 11 dicembre 2020            | ISBN 978-4-8322-7233-0      |                             |

### Anime
Una serie televisiva anime basata sul manga Yumekui Merry è stata annunciata nel numero di settembre 2010 della rivista Manga Time Kirara Forward di Houbunsha. Prodotta da J.C.Staff, la serie è stata diretta e scritta da Hideki Shirane con la colonna sonora di Keiichi Oku. L'anime è andato in onda in Giappone su Tokyo Broadcasting System tra il 7 gennaio e l'8 aprile 2011, in seguito è stato ritrasmesso su Mainichi Broadcasting System, Chubu-Nippon Broadcasting, RKK e sul canale satellitare BS-TBS. La sigla d'apertura è Daydream Syndrome (lett. "Sindrome del sogno ad occhi aperti") cantata da Marina Fujiwara mentre quella di chiusura è Yume to kibō to ashita no atashi (ユメとキボーとアシタのアタシ? lett. "Sogni e speranze e la me del domani") interpretata da Ayane Sakura; entrambi gli artisti appartengono all'ensemble dōjin Iosys. L'anime è stato concesso in licenza in Nord America da Sentai Filmworks che lo ha pubblicato con il titolo Dream Eater Merry.

#### Episodi
| Nº | Titolo italiano (traduzione letterale) Giapponese 「Kanji」 - Rōmaji                      | In onda          | In onda |
| Nº | Titolo italiano (traduzione letterale) Giapponese 「Kanji」 - Rōmaji                      | Giapponese       |         |
| 1  | Sogni realtà 「夢現」 - Yume utsutsu                                                      | 7 gennaio 2011   |         |
| 2  | Sogni e speranze 「夢もキボーも」 - Yume mo kibō mo                                       | 14 gennaio 2011  |         |
| 3  | Dall'altra parte del sogno 「夢の向こうから」 - Yume no mukō kara                         | 21 gennaio 2011  |         |
| 4  | Merry la mangia sogni 「夢喰いメリー」 - Yumekui Meri                                     | 28 gennaio 2011  |         |
| 5  | Persi in un sogno 「夢の中でアストレイ」 - Yume no naka de asutorei                       | 4 febbraio 2011  |         |
| 6  | Smarrito in un sogno 「夢邂逅」 - Yume kaikō                                              | 11 febbraio 2011 |         |
| 7  | Sogni e costumi tra i colori del mare 「夢と水着と海の色」 - Yume to mizugi to umi no iro | 18 febbraio 2011 |         |
| 8  | Corridoio dei sogni 「夢回廊」 - Yume kairō                                               | 25 febbraio 2011 |         |
| 9  | Sogni turbati 「夢乱れて」 - Yume midarete                                                | 4 marzo 2011     |         |
| 10 | Non c'è risveglio da un sogno 「夢から覚めずに」 - Yume kara samezuni                     | 11 marzo 2011    |         |
| 11 | Guardiano dei sogni 「夢の守り人」 - Yume no moribito                                     | 25 marzo 2011    |         |
| 12 | Incubo 「夢魘」 - Muen                                                                    | 1º aprile 2011   |         |
| 13 | Sogna ancora 「夢ふたたび」 - Yume futatabi                                               | 8 aprile 2011    |         |

### Videogioco
I protagonisti della serie appaiono insieme ad altri personaggi di Manga Time Kirara nel gioco di ruolo per smartphone del 2018, Kirara Fantasia.

## Accoglienza
Nella loro guida all'anteprima anime dell'inverno 2011, la maggior parte dello staff di recensori di Anime News Network ha dato valutazioni modeste per il primo episodio. Theron Martin affermò che la serie era a cavallo tra il tipico e il davvero strano, ma capire cosa stava succedendo doveva essere metà del divertimento. Jacob Chapman commentò che la prima puntata era insolita in quanto era ben ritmata e "andava giù facilmente". Già Manry paragonò Yumekui Merry a un Soul Eater dei poveri con il suo preciso senso dello stile rispetto alla sostanza.